# Tufão Vongfong (2020)
O tufão Vongfong, conhecido nas Filipinas como tufão Ambo, foi um forte ciclone tropical que atingiu as Filipinas em maio de 2020. Começando como uma depressão tropical em 10 de maio a leste de Mindanau, Vongfong foi a primeira tempestade da temporada de tufões no Pacífico de 2020. Ele gradualmente se organizou à medida que tomou um curso lento para o norte, fortalecendo-se em um ciclone tropical em 12 de maio e curva para oeste depois. No dia seguinte, Vongfong entrou em um período de rápida intensificação, tornando-se um tufão e atingindo ventos máximos sustentados de 10 minutos de 150 km/h (93 mph). A tempestade atingiu a terra nesta intensidade perto de San Policarpo, Samar Oriental, às 04:15 UTC em 14 de maio. O sistema rastreou Vissaias e Lução, totalizando sete landfalls. A interação persistente da terra enfraqueceu Vongfong, levando à sua degeneração em uma depressão tropical sobre o Estreito de Lução em 17 de maio.
Os preparativos para o tufão foram complicados devido à pandemia de COVID-19 em curso. Os abrigos que abriram tiveram que ser modificados para acomodar as diretrizes de saúde e o distanciamento social. Em todas as Filipinas, Vongfong causou cerca de ₱ 1,57 mil milhões (US$ 31,1 milhões) em danos e matou cinco pessoas.

## História meteorológica
No início de maio de 2020, uma área de convecção atmosférica começou a persistir aproximadamente 545 km (339 mi) a sudeste de Palau, situado num ambiente geralmente propício para a formação de um ciclone tropical. No entanto, o cisalhamento do vento de nível superior inicialmente impediu muito desenvolvimento. Os dados de satélite sugeriram a presença de uma ampla rotação ciclônica dentro do distúrbio, que foi designado Invest 95W pelo JTWC. Modelos de previsão de computador previam que o sistema seguiria lentamente em direção oeste-noroeste. A circulação associada às tempestades persistiu nos dias subsequentes, e às 00:00 UTC em maio Em 10 de outubro, a Agência Meteorológica do Japão (JMA) determinou que uma depressão tropical havia se desenvolvido a leste de Mindanau, seguindo lentamente para o oeste. Mais tarde naquele dia, a Administração de Serviços Atmosféricos, Geofísicos e Astronômicos das Filipinas (PAGASA) seguiu o exemplo e atualizou o sistema para uma depressão tropical, dando-lhe o nome de Ambo para interesses filipinos; foi o primeiro ciclone tropical dentro da Área de Responsabilidade das Filipinas em 2020 e o primeiro da temporada de tufões no Pacífico de 2020. No mesmo dia, um Alerta de Formação de Ciclone Tropical (TCFA) foi emitido pelo JTWC no sistema, observando os primeiros sinais de desenvolvimento de bandas de chuva. Embora atenuada pela presença de ar seco, as temperaturas quentes da superfície do mar, o baixo cisalhamento do vento e o fluxo de saída de nível superior apoiaram um maior desenvolvimento nos estágios iniciais da tempestade, à medida que a tempestade era dirigida pela cordilheira subtropical. Correntes de direção fracas fizeram com que a depressão tropical se movesse lentamente para o norte em 12 de maio. Às 12:00 UTC em maio Em 12 de dezembro, a JMA atualizou o sistema para uma tempestade tropical, atribuindo-lhe o nome de Vongfong.

Tempestade tropical severa Vongfong (Ambo) atravessando Central Luzon, Filipinas em 15 de maio de 2020

Os topos das nuvens de Vongfong estavam esfriando rapidamente e se consolidando após sua atualização para uma tempestade tropical, indicativa de um ciclone cada vez mais forte. A tempestade também começou a desenvolver fluxo anticiclônico e bandas de chuva curvas. Um olho bem definido logo emergiu em imagens de satélite de micro-ondas à medida que a estrutura da tempestade se tornava mais organizada, cercada por torres quentes com a tempestade rastreando quase a oeste em resposta a uma cordilheira subtropical centrada sobre as Ilhas Marianas Setentrionais. Às 06:00 UTC em maio Em 13 de novembro, a JMA atualizou o Vongfong para o status de tempestade tropical severa, seguido por uma atualização para o status de tufão seis horas depois. O olho tornou-se cada vez mais pronunciado e contraiu-se a menos de 10 km (6.2 mi) de diâmetro à medida que a evolução da tempestade tornou-se sugestiva de rápida intensificação. O JTWC avaliou ventos sustentados de 1 minuto de 195 km/h (121 mph) às 21:00 UTC em 13 de maio pouco antes do início de um ciclo de substituição da parede do olho ; nove horas depois, o JMA analisou Vongfong para ter atingido ventos sustentados de 10 minutos de 155 km/h (96 mph) e uma pressão barométrica de 965 hPa ( mbar ; 28,50 inHg). Vongfong desembarcou com esta intensidade sobre San Policarpo, Samar Oriental, às 04:15 UTC em 14 de maio. A estrutura da tempestade se degradou devido à interação da terra enquanto atravessava Samar, fazendo com que o olho de Vongfong se dissipasse. Vongfong fez seis desembarques adicionais enquanto atravessava o restante dos Vissaias em Lução : Ilha Dalupiri ; Ilha de Capul ; Ilha do Ticão ; Ilha de Burias ; San Andrés, Quezon ; e Real, Quezon. A interação prolongada com a terra fez com que Vongfong enfraquecesse, embora a tempestade mantivesse uma circulação compacta em meio a condições atmosféricas favoráveis. Em 15 de maio, Vongfong enfraqueceu abaixo do status de tufão e começou a seguir para o noroeste em torno da periferia de uma cordilheira subtropical. Ele enfraqueceu ainda mais para uma tempestade tropical às 18:00 UTC naquele dia. O centro saiu de Luzon e se deslocou da convecção atmosférica sobre o Estreito de Lução no dia seguinte. Às 09:00 UTC em 16 de maio, o JTWC emitiu seu aviso final no sistema. Nove horas depois, a JMA rebaixou Vongfong para o status de depressão tropical. O PAGASA declarou que o Vongfong se dissipou em 17 de maio enquanto sobre o Canal Bashi.

## Preparações

Tufão Vongfong fazendo landfall em San Policarpo, Eastern Samar em 14 de maio de 2020

Alertas de chuva forte foram desencadeados pela aproximação da tempestade para as províncias de Caraga, Bukidnon e Davau do Norte em 11 de maio. No dia seguinte, o PAGASA pediu aos moradores que começassem a se preparar para a tempestade, principalmente nas regiões de Bicol e Vissaias Orientais e partes de Lução. O Sinal de Ciclone Tropical N.º 1 foi emitido para partes de Samar Oriental e Samar do Norte pela agência em 13 de maio; isso foi posteriormente estendido para incluir partes da região de Bicol. O Sinal de Ciclone Tropical N.º3 foi finalmente emitido para partes de Bicol e Visaias Orientais em 14 de maio quando Vongfong se aproximava de terra firme.
As equipes de busca e resgate na Cidade Davao foram aconselhadas pelo governo municipal a ficarem em alerta para possíveis deslizamentos de terra e inundações. O 18 Os Gabinetes de Redução e Gestão de Riscos de Albay foram ativados em 12 de maio. Em toda a província, pelo menos 35.000 pessoas evacuadas, com um total de 80.000 evacuações esperadas de áreas suscetíveis; evacuações em massa foram realizadas em 15 cidades e 3 cidades. Devido à ameaça de inundações e possíveis fluxos de lahar de Mayon, 515 pessoas evacuadas de Guinobatan em Albay. Arroz e outras culturas foram colhidas no início da província para se preparar para a tempestade iminente. A pandemia simultânea de COVID-19 nas Filipinas complicou a logística de evacuação, reduzindo o espaço disponível para os evacuados; para cumprir as diretrizes de distanciamento social aplicadas em alguns abrigos, os abrigos de evacuação foram preenchidos até a metade da capacidade, exigindo mais centros de evacuação para abrigar refugiados. A capacidade dos quartos nos abrigos de evacuação era limitada a três famílias. Os cubículos destinados às quarentenas do COVID-19 em Bulusan, Sorsogon, foram reaproveitados como salas de evacuação para aqueles que buscavam abrigo em Vongfong. Como resultado do uso de escolas como instalações de quarentena para o COVID-19, algumas escolas não puderam ser usadas como abrigos de evacuação. O governador de Sorsogon proibiu a circulação de veículos na província a caminho de Visayas ou Mindanao. No norte de Samar, 400.000 as pessoas deveriam evacuar para instalações de isolamento COVID-19 não utilizadas; pelo menos 9.700 evacuados foram enumerados no norte de Samar em 14 de maio. Abrigos de emergência em Bicol abrigaram 145.000 evacuados. As unidades do governo local foram obrigadas a iniciar as evacuações em Calabarção. Embarcações de carga e operações de pesca nas Filipinas foram suspensas pela Guarda Costeira das Filipinas. A suspensão dos trabalhos foi decretada nas províncias de Camarines Norte e Catanduanes e Naga, Camarines Sur, em 14 de maio. O Conselho Nacional de Redução e Gestão de Riscos de Desastres (NDRRMC) preparou ativos logísticos e US$ 23 milhões em ajuda de emergência, enquanto o Departamento de Bem-Estar e Desenvolvimento Social transferiu bens de ajuda para áreas que se espera que sejam afetadas pelo Vongfong. Uma pessoa foi morta em Albay depois de ser eletrocutada por um fio antes do desembarque de Vongfong.

## Impacto e consequências

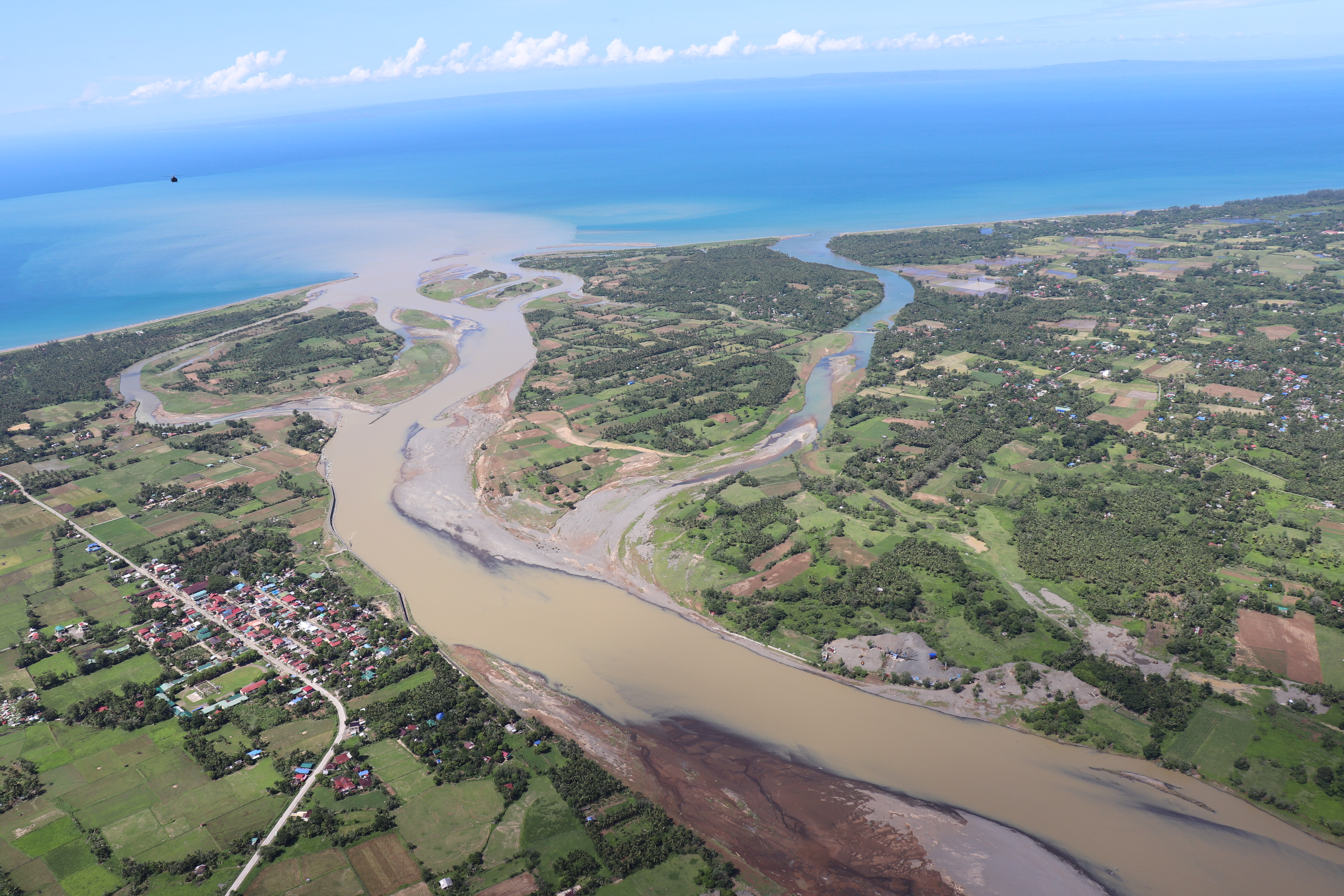
Rio Agos após o tufão Vongfong

Os alcances externos de Vongfong causaram fortes chuvas em algumas províncias em 13 de maio, causando inundações em Koronadal. A falta de energia afetou o leste de Samar, derrubando as comunicações em várias cidades. Ventos fortes danificaram casas e barcos de pesca mais fracos e derrubaram árvores, bloqueando estradas que ligam Samar Oriental e Samar. Casas e centros de evacuação foram danificados em cinco cidades. O telhado de um abrigo de evacuação desabou, e uma pessoa foi morta enquanto procurava abrigo após ser atingida por cacos de vidro. Jipapad sofreu mais extensivamente nas cidades do leste de Samar, com inundações atingindo os segundos andares de casas e lavando estradas, isolando o município. Quase toda a população da cidade foi deslocada por Vongfong. Duas pessoas foram mortas em San Policarpo, onde Vongfong inicialmente atingiu a costa, e em Oras, no leste de Samar. No norte de Samar, 2.545 casas foram destruídas e outras 10.747 dano sofrido. O único aparelho de teste COVID-19 em Albay, alojado no Laboratório de Diagnóstico Bicol, ficou inoperante. A tempestade deslocou mais de 127.900 residentes em Eastern Samar e quase 15.900 residentes em Samar do Norte. Ben Evardone, o governador de Samar Oriental, chamou a tempestade de " Yolanda Jr." em referência à escala de danos causados à província. Pelo menos R$ 80 milhões de colheitas na região de Bicol foram perdidas devido a Vongfong. Em Calabarzon, Bicol e Eastern Visayas, os danos agregados à agricultura foram avaliados em ₱ 185,83 milhão; estima-se que a colheita preventiva de colheitas antes da chegada do tufão tenha mitigado ₱9 mil milhões em danos ao arroz e ao milho. De acordo com o NDRRMC, o setor agrícola do país incorreu em ₱ 1,04 mil milhões (US$ 20,5 milhões) em danos. A agência estimou que até 20.652 hectares (51.032 acres) de terras agrícolas foi danificado por Vongfong. Nove aldeias em Bulacan foram inundadas por 0,6-0,9 m (2–3 pés) de água da inundação. Após a tempestade, o Departamento de Agricultura destinou ₱700 milhões para a pronta reabilitação do setor agrícola nas áreas afetadas. Pelo menos duas pessoas estão desaparecidas em Samar Oriental. De acordo com o NDRRMC, 169 pessoas ficaram feridas pela tempestade, enquanto os danos são avaliados em ₱ 1,57 mil milhões (US$ 31,1 milhões) em maio de 2020. Um C-130 foi enviado para Catarman, Samar do Norte, em 18 de maio para distribuir pacotes de alimentos para Visayas centrais e orientais.

### Avisos e alertas
| PSWS#  | Luzón | Visayas                | Mindanao |
| ------ | --- | ---------------------- | -------- |
| PSWS#3 | Aurora, Nova Écija, Bulacán, Rizal, Quezón, A Lagoa, Camarines Norte, Camarines Sur, Marinduque, Catanduanes, Albáy, Sorsogón, Masbate                                                                          | Ilha de Sámar          | —        |
| PSWS#2 | Ilocos Norte, Apayao, Abra, Kalinga, Ilocos Sur, A Montanha, Isabela, Ifugao, A União, Benguet, Nova Biscaia, Quirino, Pangasinán, Tarlac, Pampanga, Grande Manila, Cavite, Batangas, Zambales, Bataán, Romblón | N/D                    | N/D      |
| PSWS#1 | Batanes, Ilhas Babuyán, Cagayán, Mindoro Oriental | Cápiz, Iloílo, Bilirán | N/D      |

### Aposentadoria
Durante a temporada, a PAGASA anunciou que o nome Ambo será removido de suas listas de nomes depois que este tufão causou quase ₱ 1,57 mil milhões em danos em seu landfall no país. Em janeiro de 2021, o PAGASA escolheu o nome Aghon como substituto para a temporada de 2024.
Após a temporada, o Typhoon Committee anunciou que o nome Vongfong, juntamente com outros quatro, serão removidos das listas de nomes. Na primavera de 2022, a OMM anunciou que o nome Penha substituiria Vongfong.